# Parodia microsperma
Parodia microsperma es una especie fanerógama perteneciente a la familia de las Cactáceas. 

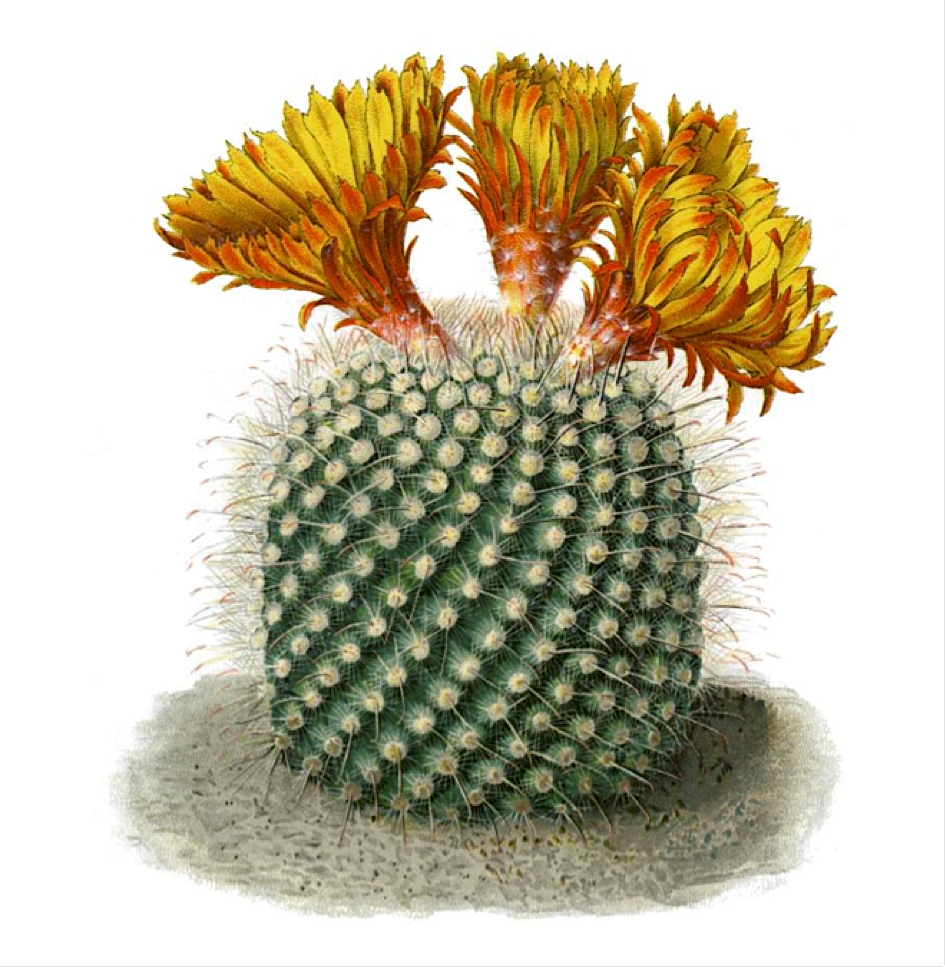
Ilustración

## Descripción
Parodia esperma crece normalmente solitaria, pero a veces formando pequeños grupos. Los tallos son globulares de color rojizo-gris a verde, deprimidos, esféricos o de vez en cuando columnares alcanzando un tamaño de 5 a 20 centímetros de diámetro y 5  a 10 de altura. Las 15 a 21 costillas están generalmente dispuestas en espiral y tuberculadas. Las areolas con tres o cuatro espinas centrales  de color rojizo a pardo o negruzco y tienen una longitud de 0,5 a 5 centímetros. Las 7 a 30 espinas radiales son rígidas en forma de pelos  de color blanco y de 0,4 a 0,8 centímetros de largo. Las flores son de color amarillo a naranja o rojo y alcanzan una longitud de 3 a 3,5  centímetros. El tubo de la flor está cubierto con lana blanca y cerdas.  Los frutos son esféricos y tienen diámetros de 4 a 5 milímetros. Contienen semillas lisas y brillantes marrones de hasta 5 milímetros de largo.

## Distribución
Es endémica de Argentina y de Bolivia. Es una especie común que se ha extendido por todo el mundo. Esta especie está presente en varias áreas protegidas (parque nacional Los Cardones, Reserva provincial Quebrada de Las Conchas, etc.).

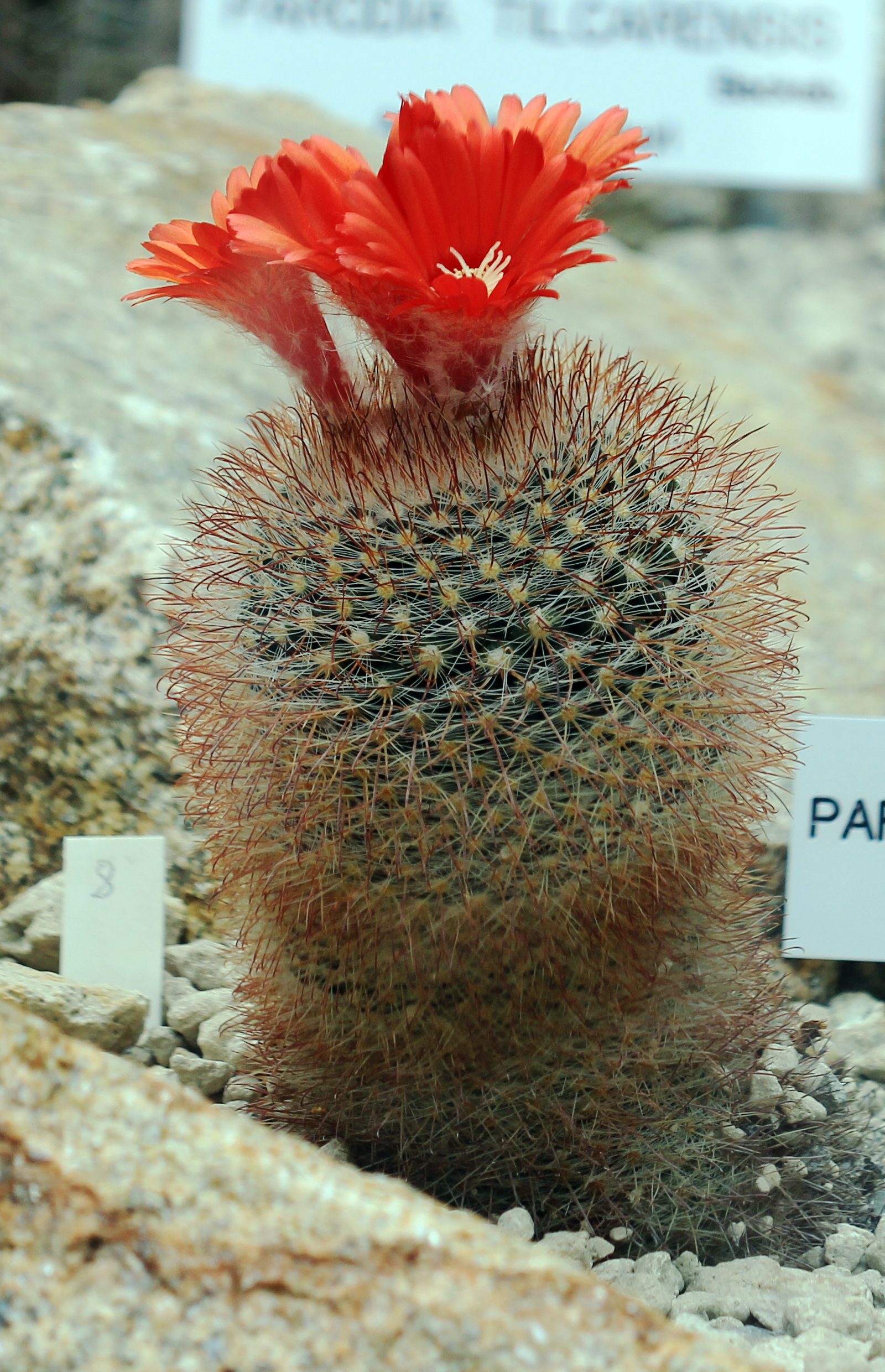
En el Jardín Botánico de Praga

## Taxonomía
Parodia microsperma fue descrita por (F.A.C.Weber) Speg. y publicado en Anales de la Sociedad Científica Argentina 96: 70. 1923.
Etimología
Parodia: nombre genérico que fue asignado en honor a Lorenzo Raimundo Parodi (1895–1966), botánico argentino.
microsperma: epíteto latino que significa "con pequeñas semillas".
Sinonimia
| - Echinocactus microspermus basónimo - Parodia macrancistra - Parodia erythrantha - Parodia aureispina - Parodia mutabilis - Parodia sanguiniflora - Parodia setifera - Parodia catamarcensis - Parodia microthele - Parodia scopaoides - Parodia rigidispina - Parodia atroviridis - Parodia dextrohamata - Parodia fechseri - Parodia fuscato-viridis - Parodia kilianana - Parodia rigida - Parodia rubellihamata - Parodia rubriflora - Parodia tafiensis - Parodia tuberculosi-costata - Parodia dichroacantha - Parodia matthesiana - Parodia weskampiana - Parodia malyana - Parodia thionantha - Parodia weberiana - Parodia superba - Parodia pluricentralis - Parodia spegazziniana - Parodia campestris - Parodia papagayana - Parodia talaensis - Parodia albofuscata | - Parodia capillataensis - Parodia mesembriana - Parodia spanisa - Parodia hummeliana - Parodia horrida - Parodia lohaniana - Parodia betaniana - Parodia chlorocarpa - Parodia glischrocarpa - Parodia piltziorum - Parodia rubristaminea - Parodia uebelmanniana - Parodia amblayensis - Parodia herzogii - Parodia mercedesiana - Parodia weberioides - Parodia argerichiana - Parodia minuscula - Parodia heteracantha - Parodia riojensis - Parodia wagneriana - Parodia nana - Parodia tucumanensis - Parodia aconquijaensis - Parodia cachiana - Parodia cebilarensis - Parodia grandiflora - Parodia guachipasana - Parodia heyeriana - Parodia lembckei - Parodia tolombona - Parodia cabracorralensis - Parodia elegans |